# Earl Lindo
Earl Wilberforce „Wire” Lindo (ur. 7 stycznia 1953 w Kingston, zm. 4 września 2017 w Londynie) – jamajski organista, znany przede wszystkim jako członek zespołu Bob Marley & The Wailers w latach 1973 oraz 1978–1981; jako klawiszowiec sesyjny wniósł wkład w wiele klasycznych albumów reggae.

## Życiorys
Urodził się i dorastał na wiejskich terenach regionu Saint James, w bardzo konserwatywnej chrześcijańskiej rodzinie. Uczęszczał do stołecznego liceum Excelsior High School, gdzie rozpoczął swoją przygodę z muzyką od nauki gry na fortepianie i gitarze basowej. Organami Hammonda zainteresował się później, zainspirowany twórczością wirtuoza tego instrumentu, amerykańskiego muzyka jazzowego Jimmy'ego Smitha. Karierę rozpoczął w grającej muzykę rocksteady formacji Tommy'ego McCooka The Supersonics. Następnie wspólnie z Bobbym Dentonem i Bobbym Kalphatem założył własne trio keybordzistów sesyjnych pod nazwą The Meters. Grupa wspierała m.in. Boba Andy'ego, Dennisa Browna i Petera Tosha. Znajomość z Toshem zaowocowała zaproszeniem Lindo na sesje nagraniowe The Wailers na krążek Burnin' jesienią 1973 roku. Wziął on następnie udział w promującej album trasie koncertowej po USA i Wielkiej Brytanii, po czym opuścił zespół by nagrywać i koncertować z amerykańską gwiazdą bluesa, Taj Mahalem.
W roku 1977 powrócił na Jamajkę, gdzie brał udział w licznych sesjach nagraniowych dla klasycznych albumów reggae, współpracując z czołowymi artystami i grupami. W międzyczasie ukazały się także trzy jego autorskie single: „African Sound”, „No Soul Today” oraz „Who Done It”. Wiosną 1978 roku powrócił do The Wailers i pozostał członkiem formacji aż do końca jej działalności w maju 1981, w związku ze śmiercią Marleya. Dołączył wówczas do tworzonej wspólnie z pozostałymi Wailersami grupy The Wailers Band, mającej na celu kontynuację tradycji zespołu. Ponadto przez całe lata 80. i 90. udzielał się aktywnie jako keybordzista sesyjny; później czynił to sporadycznie.
Pod koniec życia mieszkał w Londynie wraz ze swoją żoną Cleopatrą Rosemary i dwiema córkami.